# NASCAR GP Hrvatska
NASCAR Whelen Euro Series (NWES), neslužbeno poznat kao EuroNASCAR jedna je od tri NASCAR-ove međunarodno-sankcionirane serije, uz kanadsku i meksičku seriju.
Zbog epidemiološke situacije i restrikcija uzrokovanih pandemijom covida-19, Hrvatska je zamijenila treću utrku prvenstva NWES koja se istoga datuma trebala održati u Češkoj. Prema izjavama predsjednik HAKS-a Davorina Štetnera pomno su pratili situaciju s Covidom-19 te reagirali u ključnom trenutku. Što se tiče predsjednika NWES-a Jerome Galpin, on smatra hrvatsku obalu u ovo doba godine prekrasnom, Rijeku savršenom lokacijom, a grobničku pistu brzom i tehnički zahtjevnom. Oduševljeni su što nude novi izazov vozačima NWES-a.
Automotodrom Grobnik je 17. staza na europskom tlu na kojoj se vozila europska serija NASCAR automobila, a Hrvatska 9. europska zemlja.
Niko Pulić je nastupio na izdanju utrke 2020. godine (u kategoriji Elite 1) kao prvi hrvatski automobilist u konkurenciji NASCAR-a.
Pet dana nakon održane utrke službeno je Hrvatska stavljena u kalendar utrka za 2021. godinu, a HAKS i Automotodrom Grobnik dobili su NWES utrku za sljedeće tri godine plus dvije godine.
2023. izgubljen je status utrke Prvenstva, ali trebala je biti održana jedna od dvije All Star utrke te sezone, koje nisu bodovane za Prvenstvo, povodom NASCAR-ove 75-te godišnjice. Održala bi se u formatu endurance utrke. Kasnije je utrka potiho izbačena iz kalendara.

## Izdanja
Kazalo:
██ žena

### Elite 1 / EuroNASCAR PRO (ENPRO)
| Izdanje | Izdanje | Broj vozača M+Ž (Ž) | Pobjednik                       | Pobjednik     | # 2               | # 2       | # 3                | # 3           | Najviše krugova u vodstvu | Najviše krugova u vodstvu | Najviše krugova u vodstvu | Pole position  | Pole position | Najbrži krug   | Najbrži krug | Najbrži krug |
| Izdanje | Izdanje | Broj vozača M+Ž (Ž) | Vozač                           | Automobil     | Vozač             | Automobil | Vozač              | Automobil     | Vozač                     | Automobil                 | #                         | Vozač          | Automobil     | Vozač          | Automobil    | [min]        |
| ------- | ------- | ------------------- | ------------------------------- | ------------- | ----------------- | --------- | ------------------ | ------------- | ------------------------- | ------------------------- | ------------------------- | -------------- | ------------- | -------------- | ------------ | ------------ |
| 2022.   | R2      | ()                  | Patrick Lemarie                 | EuroNASCAR FJ | Nicolo Rocca      | Ford      | Alon Day           | Chevrolet     | [[]]                      |                           |                           | Giorgio Maggi  | Toyota        | Giorgio Maggi  | Toyota       |              |
| 2022.   | R1      | ()                  | Alon Day (2)                    | Chevrolet     | Gianmarco Ercoli  | Chevrolet | Patrick Lemarie    | EuroNASCAR FJ | [[]]                      |                           |                           | Alon Day       | Chevrolet     | Giorgio Maggi  | Toyota       |              |
| 2021.   | R2      | ()                  | Gianmarco Ercoli                | Chevrolet     | Loris Hezemans    | Ford      | Alon Day           | Chevrolet     | Gianmarco Ercoli          | Chevrolet                 |                           | Loris Hezemans | Ford          | Loris Hezemans | Ford         |              |
| 2021.   | R1      | ()                  | Loris Hezemans Gianmarco Ercoli | Ford          | Vittorio Ghirelli | Ford      | Jacques Villeneuve | EuroNASCAR FJ | Gianmarco Ercoli          | Chevrolet                 |                           | Loris Hezemans | Ford          | Loris Hezemans | Ford         |              |
| 2020.   | R2      | ()                  | Alon Day                        | Chevrolet     | Loris Hezemans    | Ford      | Lasse Soerensen    | Chevrolet     | Alon Day                  | Chevrolet                 | 17/17                     | Alon Day       | Chevrolet     | Alon Day       | Chevrolet    |              |
| 2020.   | R1      | ()                  | Stienes Longin                  | Chevrolet     | Giorgio Maggi     | Ford      | Lasse Soerensen    | Chevrolet     | Stienes Longin            | Chevrolet                 | 16/17                     | Giorgio Maggi  | Ford          | Alon Day       | Chevrolet    |              |

Gianmarco Ercoli je 2021. originalno pobijedio u prvoj utrci, ali mu je pobjeda oduzeta nakon utrke kada je dobio 10-sekundnu kaznu zbog kršenja startne procedure te je na kraju završio 10.

#### Challenger Trophy – najbolji amater
| Izdanje | Izdanje | Broj vozača | Pobjednik | Pobjednik | Pobjednik | Najviše krugova u vodstvu | Najviše krugova u vodstvu | Najviše krugova u vodstvu | Najbolja startna pozicija | Najbolja startna pozicija | Najbolja startna pozicija |
| Izdanje | Izdanje | Broj vozača | UP        | Vozač     | Automobil | Vozač                     | Automobil                 | #                         | Vozač                     | Automobil                 | #                         |
| ------- | ------- | ----------- | --------- | --------- | --------- | ------------------------- | ------------------------- | ------------------------- | ------------------------- | ------------------------- | ------------------------- |
| 2022.   | R2      |             |           | [[]]      |           | [[]]                      |                           |                           | [[]]                      |                           |                           |
| 2022.   | R1      |             | [[]]      |           | [[]]      |                           |                           | [[]]                      |                           |                           |                           |
| 2021.   | R2      |             |           | [[]]      |           | [[]]                      |                           |                           | [[]]                      |                           |                           |
| 2021.   | R1      |             | [[]]      |           | [[]]      |                           |                           | [[]]                      |                           |                           |                           |
| 2020.   | R2      |             |           | [[]]      |           | [[]]                      |                           |                           | [[]]                      |                           |                           |
| 2020.   | R1      |             | [[]]      |           | [[]]      |                           |                           | [[]]                      |                           |                           |                           |

### Elite 2 / EuroNASCAR 2 (EN2)
| Izdanje | Izdanje | Broj vozača M+Ž (Ž) | Pobjednik             | Pobjednik | # 2                  | # 2           | # 3                  | # 3           | Najviše krugova u vodstvu | Najviše krugova u vodstvu | Najviše krugova u vodstvu | Pole position        | Pole position | Najbrži krug         | Najbrži krug  | Najbrži krug |
| Izdanje | Izdanje | Broj vozača M+Ž (Ž) | Vozač                 | Automobil | Vozač                | Automobil     | Vozač                | Automobil     | Vozač                     | Automobil                 | #                         | Vozač                | Automobil     | Vozač                | Automobil     | [min]        |
| ------- | ------- | ------------------- | --------------------- | --------- | -------------------- | ------------- | -------------------- | ------------- | ------------------------- | ------------------------- | ------------------------- | -------------------- | ------------- | -------------------- | ------------- | ------------ |
| 2022.   | R2      | ()                  | Liam Hezemans (2)     | Toyota    | Vladimiros Tziortzis | EuroNASCAR FJ | Alberto Naska        | Chevrolet     | [[]]                      |                           |                           | Vladimiros Tziortzis | EuroNASCAR FJ | Martin Doubek        | Ford          |              |
| 2022.   | R1      | ()                  | Liam Hezemans         | Toyota    | Alberto Naska        | Chevrolet     | Vladimiros Tziortzis | EuroNASCAR FJ | [[]]                      |                           |                           | Vladimiros Tziortzis | EuroNASCAR FJ | Vladimiros Tziortzis | EuroNASCAR FJ |              |
| 2021.   | R2      | ()                  | Tobias Dauenhauer     | Ford      | Martin Doubek        | Ford          | Simon Pilate         | Chevrolet     | Tobias Dauenhauer         | Ford                      |                           | Tobias Dauenhauer    | Ford          | Tobias Dauenhauer    | Ford          |              |
| 2021.   | R1      | ()                  | Martin Doubek         | Ford      | Vladimiros Tziortzis | Ford          | Justin Kunz          | Chevrolet     | Tobias Dauenhauer         | Ford                      |                           | Tobias Dauenhauer    | Ford          | Tobias Dauenhauer    | Ford          |              |
| 2020.   | R2      | ()                  | Vittorio Ghirelli (2) | Ford      | Martin Doubek        | Ford          | Tobias Dauenhauer    | Ford          | Vittorio Ghirelli         | Ford                      | 14/14                     | Vittorio Ghirelli    | Ford          | Vittorio Ghirelli    | Ford          |              |
| 2020.   | R1      | ()                  | Vittorio Ghirelli     | Ford      | Tobias Dauenhauer    | Ford          | Nicholas Risitano    | Chevrolet     | Vittorio Ghirelli         | Ford                      | 14/14                     | Vittorio Ghirelli    | Ford          | Vittorio Ghirelli    | Ford          |              |

#### Lady Trophy – najbolja žena
| Izdanje | Izdanje | Broj vozačica | Pobjednica | Pobjednica | Pobjednica | Najviše krugova u vodstvu | Najviše krugova u vodstvu | Najviše krugova u vodstvu | Najbolja startna pozicija | Najbolja startna pozicija | Najbolja startna pozicija |
| Izdanje | Izdanje | Broj vozačica | UP         | Vozačica   | Automobil  | Vozačica                  | Automobil                 | #                         | Vozačica                  | Automobil                 | #                         |
| ------- | ------- | ------------- | ---------- | ---------- | ---------- | ------------------------- | ------------------------- | ------------------------- | ------------------------- | ------------------------- | ------------------------- |
| 2022.   | R2      |               |            | [[]]       |            | [[]]                      |                           |                           | [[]]                      |                           |                           |
| 2022.   | R1      |               | [[]]       |            | [[]]       |                           |                           | [[]]                      |                           |                           |                           |
| 2021.   | R2      |               |            | [[]]       |            | [[]]                      |                           |                           | [[]]                      |                           |                           |
| 2021.   | R1      |               | [[]]       |            | [[]]       |                           |                           | [[]]                      |                           |                           |                           |
| 2020.   | R2      |               |            | [[]]       |            | [[]]                      |                           |                           | [[]]                      |                           |                           |
| 2020.   | R1      |               | [[]]       |            | [[]]       |                           |                           | [[]]                      |                           |                           |                           |

### Statistika (2022.)
| Vozač             | Pobjede | Pobjede | Pobjede | Postolja |
| Vozač             | Σ       | ENPRO   | EN2     | Postolja |
| ----------------- | ------- | ------- | ------- | -------- |
| Alon Day          | 2       | 2       |         | 4        |
| Vittorio Ghirelli | 2       |         | 2       | 3        |
| Liam Hezemans     | 2       |         | 2       | 2        |

| Proizvođač    | Pobjede | Pobjede | Pobjede | Postolja |
| Proizvođač    | Σ       | ENPRO   | EN2     | Postolja |
| ------------- | ------- | ------- | ------- | -------- |
| Chevrolet     | 4       | 4       | 0       |          |
| EuroNASCAR FJ | 1       | 1       | 0       |          |
| Ford          | 5       | 1       | 4       |          |
| Toyota        | 2       | 0       | 2       |          |

## Vanjske poveznice
- EuroNASCAR
- World of EuroNASCAR
- O EuroNASCAR-u